# 与那城葵
与那城 葵（よなしろ あおい、1991年11月9日 - ）は、競技麻雀のプロ雀士、元モデル。日本プロ麻雀協会所属。

## 来歴
愛知県名古屋市出身。高校卒業後、地元名古屋でモデル事務所に所属し、企業広告やCM、MC、ブライダルショー、レースクイーンなどの仕事をしていた。
一方で、家庭内では兄弟とは口も聞かないほど仲が悪かったというが、20歳頃に兄から誘われて兄弟で三人麻雀を打って兄弟仲が良くなったことで麻雀と出会い、22歳頃からモデルを辞めて本格的に麻雀に打ち込むようになり、雀荘勤務を経て24歳で最高位戦日本プロ麻雀協会のプロテストを受験、合格し最高位戦日本プロ麻雀協会関西支部所属のプロ雀士となる（東海支部設立時に東海支部へ移籍）。
2018年4月14日に行われた麻雀最強戦2018「女流プレミアトーナメント 美女の乱」で優勝、知名度を一気にアップさせる。また、2019年、2020年には麻雀ウォッチ シンデレラリーグに2年連続決勝進出している。
最高位戦日本プロ麻雀協会、日本プロ麻雀協会及びRMUの3団体の女流プロ雀士によるアイドルグループMoreに2019年まで所属していた。
2021年8月に上京、最高位戦本部所属となったが、2023年に最高位戦日本プロ麻雀協会を退会し、日本プロ麻雀協会に移籍（22期前期）したことを明らかにした。

## 雀風・人物
- 姓名から沖縄県出身と思われがちで、「沖縄県出身」としていたサイトもあった[6]が、両親は沖縄出身ではあるものの、自身の誕生前に父が名古屋に転勤したため「名古屋生まれ名古屋育ちの生粋の名古屋っ子」とのこと[7]。
- 麻雀については、高打点を意識してまっすぐにアガりに向かい[2]、決して攻撃型ではないものの行くと決めたらしっかりと攻めるタイプ[1]。プロ入り後1年で私設リーグで大三元と四暗刻、女流リーグで清老頭と地和を和了るという驚愕の引きを見せており、「役満ヘビーローテーション」の異名を持つ[2]。
- 麻雀遊戯王の動画で、一般男性（会社員）との結婚歴があり、離婚したことが上京のきっかけの一つであると明かしている[8]。

## 獲得タイトル
- 麻雀最強戦2018 女流プレミアトーナメント美女の乱 - 優勝